# Boj v temnotách
Boj v temnotách (v anglickém originále Watch the Shadows Dance) je australsko-americký akční film z roku 1987. Režisérem filmu je Mark Joffe. Hlavní role ve filmu ztvárnili Tom Jennings, Nicole Kidman, Joanne Samuel, Vince Martin a Craig Pearce.

## Obsazení
| Tom Jennings   | Robby Mason |
| Nicole Kidman  | Amy Gabriel |
| Joanne Samuel  | Sonia Spane |
| Vince Martin   | Steve Beck  |
| Craig Pearce   | Guy Duncan  |
| Doug Parkinson | Pete Gates  |
| Jeremy Shadlow | Simon       |
| Alex Broun     | Henry       |